# Клермон-Тоннер, Станислас
Станисла́с Клермо́н-Тонне́р (фр. Stanislas Marie Adelaide, comte de Clermont-Tonnerre; 8 ноября 1757, замок Амонвиль, Мандр-о-Катр-Тур — 10 августа 1792, Париж) — французский политик эпохи Революции. Представитель дома Клермо́н-Тонне́р.

## Биография
Член Учредительного собрания; находился во главе дворянского меньшинства, примкнувшего к депутатам третьего сословия. В ночь 4 августа 1789 года Клермон-Тоннер подал голос за уничтожение всех привилегий и в течение двух лет пользовался огромной популярностью. Преданный королю, он в то же время был горячим сторонником свободы. Вместе с Малуэ основал монархический клуб для противодействия клубу якобинцев, а также «Journal des Impartiaux».
В 1791 году его обвинили в содействии бегству короля, и популярность его начала быстро падать. 10 августа 1792 года он был убит толпой; ему было 34 года.